# Per Enflo
Per Henrik Enflo, född 20 maj 1944 i Stockholm, är en svensk matematiker. 
Enflo disputerade 1970 vid Stockholms universitet för filosofie doktorsgrad.
Han var professor i tillämpad matematik, speciellt differentialekvationer vid Kungliga Tekniska högskolan 1983–1990. Från 1989 har han varit verksam vid Kent State University.
Enflos mer uppmärksammade insatser inkluderar lösningen av tre fundamentala frågeställningar inom funktionalanalys som länge hade förblivit olösta: basproblemet, approximationsproblemet och invarianta delrumsproblemet för Banachrum.